# Дорна (Сучава)
Дорна (рум. Dorna) насеље је у Румунији у округу Сучава. Oпштина се налази на надморској висини од 789 m.

## Становништво
Према подацима из 2011. године у насељу је живело 3089 становника.